# Hemandradenia mannii
Hemandradenia mannii là một loài thực vật thuộc họ Connaraceae. Loài này có ở Cameroon, Cộng hòa Trung Phi, Cộng hòa Congo, Cộng hòa Dân chủ Congo, Bờ Biển Ngà, Guinea Xích Đạo, Gabon, Ghana, và Nigeria. Chúng hiện đang bị đe dọa vì mất môi trường sống.